# Rivière Maquatua
La rivière Maquatua est un affluent de la rive Est de la Baie James dans la région administrative du Nord-du-Québec, au Québec, au Canada.

## Géographie
La rivière Maquatua prend sa source au lac Atsynla (altitude : 129 m) sur la terre réservée crie Wemindji. Ce petit lac est situé au sud du barrage sud du réservoir Robert-Bourassa, à l'ouest du lac Sakami.
La rivière descend vers l'ouest, puis traverse sur leur pleine longueur les lacs Awisach Wat, Yaskinski et Bruce. La rivière poursuit son cours vers l'ouest jusqu'à la décharge des lacs Pamichikamaw et Kaskamikaw qu'elle contourne par le nord. Le dernier segment s'oriente vers le sud-ouest au travers de plusieurs zones de marais, jusqu'au village de Wemindji. La rivière se déverse alors dans la baie du côté est du lac Namewakami que le courant traverse vers le sud-ouest. La rivière se déverse alors dans une baie de la baie James, face à un petit archipel.
La rivière coule en parallèle, entre la rivière du Peuplier qui coule du côté sud et la rivière au Castor qui coule du côté nord.

## Toponymie
D'origine cri, le toponyme rivière Maquatua signifie la « rivière aux eaux noires ».
Le toponyme rivière Maquatua a été officialisé le 5 décembre 1968 à la Banque des noms de lieux de la Commission de toponymie du Québec.